# Kevin Reynolds
Kevin Hal Reynolds (ur. 17 stycznia 1952 w Waco) – amerykański reżyser i scenarzysta.

## Filmografia

### scenarzysta
- 1994: Rapa Nui
- 1985: Fandango
- 1984: Czerwony świt (Red Dawn)
- 1980: Proof (film krótkometrażowy)

### reżyser
- 2016: Zmartwychwstały (Risen)
- 2006: Tristan i Izolda (Tristan & Isolde)
- 2002: Hrabia Monte Christo (The Count of Monte Cristo)
- 1997: Paragraf 187 (One Eight Seven)
- 1995: Wodny świat (Waterworld)
- 1994: Rapa Nui
- 1991: Robin Hood: Książę złodziei (Robin Hood: Prince of Thieves)
- 1988: Bestia wojny (The Beast of War)
- 1985: Fandango
- 1986: Niesamowite historie (Amazing Stories, odcinek 29 You Gotta Believe Me)
- 1980: Proof